# Los jefes (pel·lícula)
Los jefes és una pel·lícula independent de drama, suspens i comèdia dirigida per Jesús "Chiva" Rodríguez i protagonitzada principalment pels integrants del grup mexicà de hip-hop Cartel de Santa.

## Sinopsi
La història segueix a Poncho, un adinerat estudiant d'una prestigiosa Universitat del nord de Mèxic qui, es veurà immers en el difícil i perillós món del narco, tot pel fet que decideix acompanyar al Greñas, un amic que treballa fora de la Universitat a comprar marihuana per primera vegada.

## Repartiment
- Eduardo Davalos - El perro
- Cesar Suárez - Bomba
- Emilio Salazar - El greñas
- Fernando Sosa - Poncho
- David Ramírez - Chiquilyn
- Daniel Rodríguez - Callado
- Mauricio Garza - El diablo
- Román Rodríguez - El chango
- Alan Maldonado - El flaco
- Melanie Pavola - Esposa

## Crítiques
La pel·lícula ha tingut en la seva majoria crítiques dividides, una part sosté que és sens dubte, una pel·lícula molt entranyable, divertida i amb molt d'humor negre. Segons els testimoniatges de les persones que van analitzar la cinta, és un fidel retrat de la realitat del narcotràfic en Mèxic. Amb el mèrit de ser una cinta independent i de baix pressupost, la qual va trigar 3 anys per a fer-se realitat.
Los Jefes va rebre per part de la Direcció General de Ràdio, Televisió i Cinematografia de Mèxic la classificació "C", a causa d'escenes de violència cruel, assassinats, consum constant de drogues i ús continu de llenguatge altisonant i de connotació sexual.

## Nominacions
A la LVIII edició dels Premis Ariel fou nominada a la millor actuació revelació masculina i a la 45a edició de les Diosas de Plata fou nominada a la millor banda sonora, opera prima, paper de quadre i revelació masculina.